# Bell XP-52
Le Bell XP-52 (model 16) est un prototype d'avion de chasse bipoutre développé par la Bell Aircraft Corporation. Cet appareil fait partie des avions à configuration particulière développés aux États-Unis durant la Seconde Guerre mondiale. Ce projet est une réponse à un appel d'offres de l'United States Army Air Corps lancé durant l'hiver 1939, pour un chasseur à la fois performant, peu coûteux et facile d'entretien.

## Conception
Le projet de Bell était un chasseur avec un fuselage rond en forme de tonneau, avec le poste de pilotage dans une nacelle et le moteur à piston situé derrière, actionnant une paire d'hélices Hamilton de 2,74 m contrarotatives en configuration propulsive. Les ailes étaient situées au milieu du fuselage et repliées vers l'arrière selon un angle de 20 degrés, et le stabilisateur horizontal était relié aux ailes par des poutres, comme pour le P-38 Lightning. L'avion était armé de deux canons de 20 mm situés dans le nez (100 obus) et de trois mitrailleuses de 12,7 mm dans chaque poutre (3 000 coups par arme).
Le XP-52 fut le premier chasseur en configuration propulsive à recevoir une désignation officielle de l'USAAF. mais contrairement au Vultee XP-54, au Curtiss XP-55 et au Northrop XP-56, le XP-52 ne sera jamais construit. Cet avion était conçu autour du nouveau moteur Continental XIV 1430-5 V12 inversé à refroidissement liquide, mais le travail sur ce moteur reste dans l'impasse. Dans un même temps, les ingénieurs de Bell mirent au point un nouvel appareil assez semblable autour du moteur Pratt & Whitney R-2800-23, et le 25 novembre 1941, les travaux sur le XP-52 furent officiellement annulés en faveur de ce nouveau projet, désigné XP-59.

### Développement lié
- Bell XP-59

### Aéronefs comparables
- Saab J-21
- Curtiss XP-55 Ascender
- Kyūshū J7W
- Vultee XP-54 Swoose Goose
- De Havilland Vampire